# Margit Bernhardt
Margit Bernhardt (* 1897; † nach 1928) war eine deutsche Eiskunstläuferin.

## Werdegang
Bei den Deutschen Meisterschaften im Eiskunstlauf konnte Bernhardt nie eine Medaille gewinnen. Bei den Olympischen Winterspielen 1928 in St. Moritz trat sie im Einzel an und belegte den 12. Rang.